# Vespicula bottae
Vespicula bottae är en fiskart som först beskrevs av Sauvage, 1878.  Vespicula bottae ingår i släktet Vespicula och familjen Tetrarogidae. Inga underarter finns listade i Catalogue of Life.